# Bourcq
Bourcq település Franciaországban, Ardennes megyében. Lakosainak száma 51 fő (2022. január 1.). Bourcq Contreuve, Leffincourt, Mars-sous-Bourcq, Sainte-Marie, Tourcelles-Chaumont és Vouziers községekkel határos.

## Népesség
A település népességének változása:
| Lakosok száma | 94   | 79   | 76   | 58   | 57   | 53   | 52   | 51   | 52   | 51   |
|               | 1968 | 1982 | 1990 | 2006 | 2013 | 2015 | 2017 | 2019 | 2020 | 2022 |